# Albert Pfluger

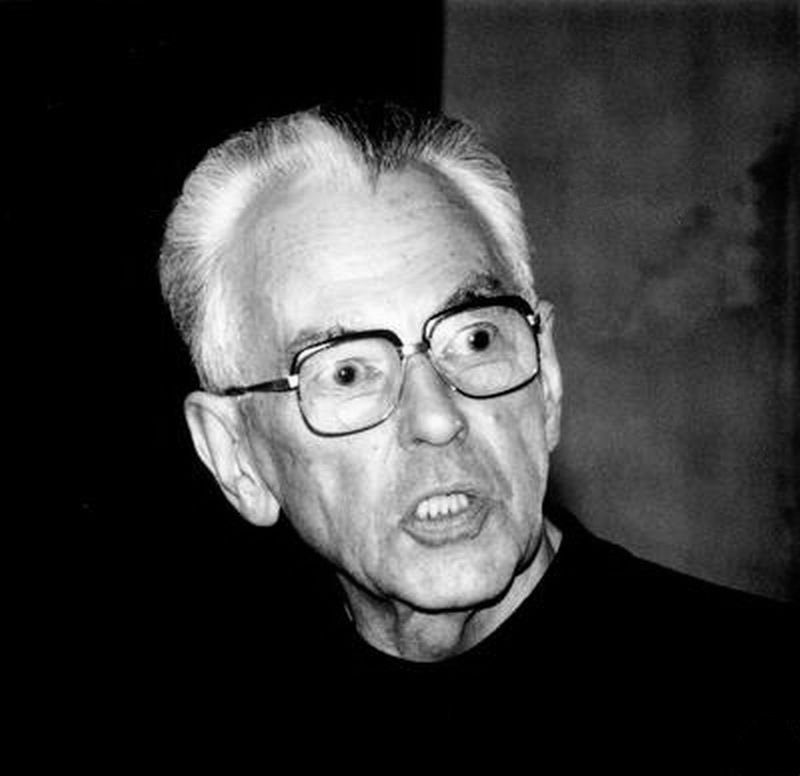
Albert Pfluger 1988

Albert Pfluger (* 13. Oktober 1907 in Oensingen; † 14. September 1993 in Zürich) war ein Schweizer Mathematiker, der sich mit Funktionentheorie beschäftigte.

## Leben und Werk
Pfluger war der Sohn eines Bauern, ging in Stans zur Schule und studierte Mathematik an der ETH Zürich, wo er 1935 bei George Pólya promoviert wurde (Über eine Interpretation gewisser Konvergenz- und Fortsetzungseigenschaften Dirichlet’scher Reihen). Danach war er Gymnasiallehrer an den Kantonsschulen in Zug und Solothurn, bevor er sich 1938 an der ETH habilitierte und 1939 ausserordentlicher Professor für Angewandte Mathematik und Mathematische Physik an der Universität Fribourg wurde. Ab 1943 war er bis zu seiner Emeritierung 1978 ordentlicher Professor an der ETH Zürich. Er lehrte dort schon ab 1940 und war dort der Nachfolger von Pólya.
Er befasste sich mit der Wertverteilungstheorie von Rolf Nevanlinna, Potentialtheorie, konformen und
quasikonformen Abbildungen sowie Riemannschen Flächen, über die er eine Monographie in den Grundlehren der mathematischen Wissenschaften schrieb. Eine von ihm und Joseph Hersch 1952 eingeführte Funktion, mit der die Verzerrung quasikonformer Abbildungen abgeschätzt werden kann, heißt heute Hersch-Pfluger Verzerrungsfunktion (Hersch-Pfluger distortion function). Ganze Funktionen mit gewissen Regularitätseigenschaften, die von Pfluger und  Boris Jakowlewitsch Lewin eingeführt und ausführlich untersucht wurden,  werden heute als Funktionen von vollständig regulärem Wachstum im Sinne von Levin und Pfluger bezeichnet (perfectly regular growth in the sense of Levin and Pfluger).
Pfluger war 1950 bis 1952 Präsident der Schweizerischen Mathematischen Gesellschaft und wurde 1973 zum auswärtigen Mitglied der Finnischen Akademie der Wissenschaften ernannt.
Zu seinen Doktoranden zählen Peter Henrici, Heinz Rutishauser, Alfred Huber, Hans Künzi
Pfluger war seit 1938 mit Maria Jeger verheiratet.

## Schriften (Auswahl)
- Theorie der Riemannschen Flächen. Springer, Berlin/Göttingen/Heidelberg 1957 (Die Grundlehren der mathematischen Wissenschaften. Bd. 89).